# Sarah Wynter
Sarah Wynter, född 15 februari 1973 i Newcastle, Australien, är en australisk skådespelare. Hon har spelat rollen som Kate Warner i TV-serien 24 och har även gästspelat i första avsnittet någonsin av Sex and the City.